# كارل إيبرت
كارل إيبرت (بالألمانية: Karl Ebert)‏ هو كاهن كاثوليكي ألماني، ولد في 15 أكتوبر 1916 في فورتسبورغ في ألمانيا، وتوفي في 12 نوفمبر 1974 في ماينينغن في ألمانيا.